# Diaphania novicialis
Diaphania novicialis is een vlinder uit de familie van de grasmotten (Crambidae), uit de onderfamilie van de Spilomelinae. De wetenschappelijke naam van deze soort is voor het eerst voorgesteld als Glyphodes novicialis door William Schaus in een publicatie uit 1912.
De voorvleugellengte varieert bij het mannetje van 11,5 tot 13 millimeter en bij het vrouwtje van 11,5 tot 12,3 millimeter.

## Verspreiding
De soort komt voor in Costa Rica en Colombia.